# 1975年至1976年NBA赛季
1975-76赛季是NBA第30个赛季，波士頓凱爾特人4:2击败鳳凰城太陽获得总冠军。

## 值得注意的事情
- 拉里·奧布賴恩成為NBA聯盟第三位主席。
- 1976年NBA明星賽在費城的Spectrum舉行。東區以123比109擊敗西區，華盛頓子彈隊的戴夫·宾獲選為MVP。
- 堪薩斯城-奧馬哈國王更名為堪薩斯城國王。

## 个人数据统计
| 種類         | 球员                   | 球队         | 數據  |
| 平均每场得分 | 鮑伯·麥卡杜            | 水牛城勇士   | 31.1  |
| 平均每场篮板 | 卡里姆·阿卜杜勒·贾巴尔 | 洛杉磯湖人   | 16.9  |
| 平均每场助攻 | Slick Watts            | 西雅圖超音速 | 8.1   |
| 平均每场抢断 | Slick Watts            | 印第安納溜馬 | 3.2   |
| 平均每场盖帽 | 卡里姆·阿卜杜勒·贾巴尔 | 波特蘭拓荒者 | 4.1   |
| 投篮命中率   | 韦斯·昂塞尔德          | 華盛頓子彈隊 | 56.1% |
| 罚篮命中率   | 里克·巴里              | 金州勇士     | 92.3% |

## NBA奖项
- 最有价值球员：卡里姆·阿卜杜勒·贾巴尔（洛杉磯湖人）
- 最佳新秀：阿爾萬·亞當斯（鳳凰城太陽）
- 最佳教练：比爾·費奇（克里夫蘭騎士）

NBA最佳阵容一队：
- 里克·巴里（金州勇士）
- 乔治·麦金尼斯（費城76人）
- 卡里姆·阿卜杜勒·贾巴尔（洛杉磯湖人）
- 奈特·阿奇博尔德（堪薩斯城國王隊）
- 皮特·馬拉威奇（紐奧良爵士隊）

NBA最佳阵容二队：
- 埃尔文·海耶斯（华盛顿子弹）
- 约翰·哈夫利切克（波士顿凯尔特人）
- 戴夫·考恩斯（波士顿凯尔特人）
- 兰迪·史密斯（布法罗勇士）
- 菲尔·史密斯（金州勇士）

NBA最佳新秀阵容：
- 乔·梅里维尔瑟（休士頓火箭）
- 阿爾萬·亞當斯（鳳凰城太陽）
- 莱昂内尔·霍林斯（波特蘭拓荒者）
- 约翰·舒梅特（鳳凰城太陽/水牛城勇士）
- 盖斯·威廉姆斯（金州勇士）

NBA最佳防守阵容一队：
- 保罗·西拉斯（波士顿凯尔特人）
- 约翰·哈夫利切克（波士顿凯尔特人）
- 戴夫·考恩斯（波士顿凯尔特人）
- 诺姆·凡·利尔（芝加哥公牛）
- 多恩·沃兹（西雅图超音速）

NBA最佳防守阵容二队：
- 吉姆·布鲁尔（克利夫兰骑士）
- 贾马尔·威尔克斯（金州勇士）
- 卡里姆·阿卜杜勒·贾巴尔（洛杉矶湖人）
- 吉姆·克莱蒙斯（克利夫兰骑士）
- 菲尔·史密斯（金州勇士）